# Ammannia crinipes
Ammannia crinipes är en fackelblomsväxtart som beskrevs av Ferdinand von Mueller. Ammannia crinipes ingår i släktet Ammannia och familjen fackelblomsväxter. Inga underarter finns listade i Catalogue of Life.